# Кремавогръд австралийски цвъркач
Кремавогръд австралийски цвъркач (Aphelocephala pectoralis), наричан също кремавогръда белочелка, е вид птица от семейство Pardalotidae. Видът е почти застрашен от изчезване.

## Разпространение
Видът е разпространен в Австралия.